# Ernst August Bernhard Petri

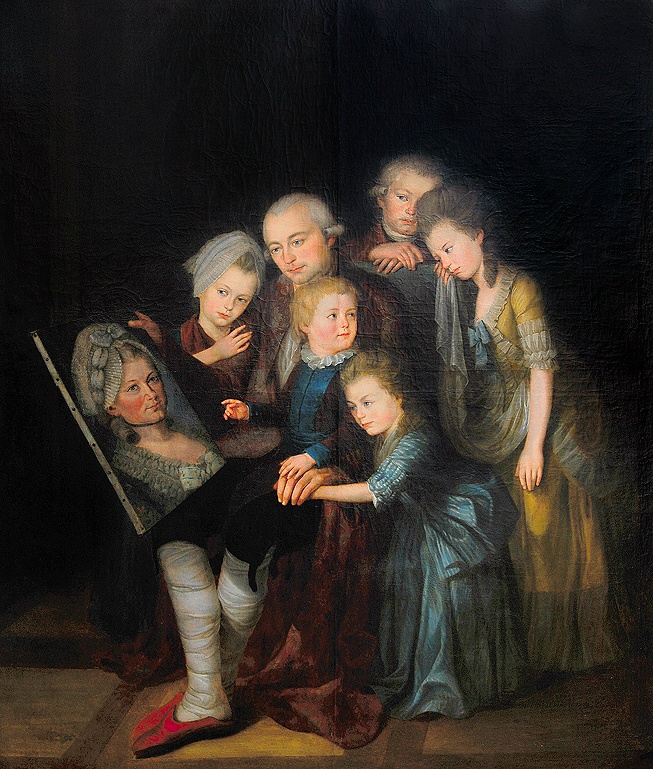
Hofgärtner Ernst August Bernhard Petri und seine Kinder

Ernst August Bernhard Petri (* 19. Juli 1744 in Eisenach; † 30. Oktober 1809 in Zweibrücken) war ein deutscher  Landschaftsarchitekt des 18. Jahrhunderts. Sein wichtigstes Werk war die Gestaltung der Gärten von Schloss Karlsberg.

## Leben
Er stammte aus einer Familie mit langer Gartenbautradition. Sein Vater Johann Georg Petri war Hofgärtner in Sachsen-Eisenach, sein Onkel Johann Ludwig Petri Hofgärtner zuerst in  Nassau-Saarbrücken und anschließend in Pfalz-Zweibrücken. Ernst August Bernhard Petri absolvierte eine dreijährige Lehre beim sächsischen Oberhofgärtner Wilhelm Ludwig Steitz in Gotha. Kurz vor Abschluss der Ausbildung im Oktober 1761 verstarb sein Lehrherr, sodass Petris Lehrbrief durch den sächsisch-gothaischen Lustgärtner Johann Christoph Krieger ausgestellt wurde.

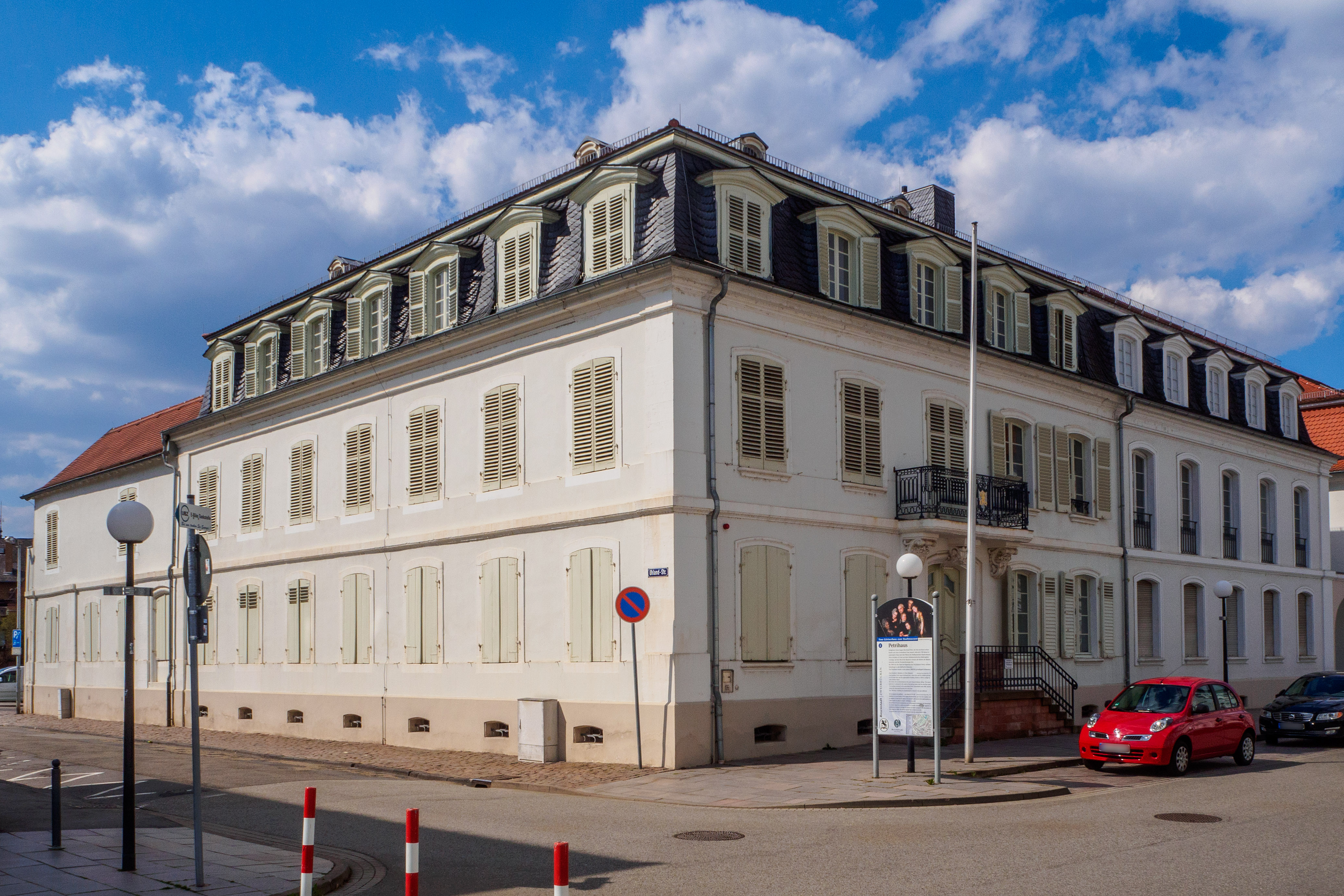
Petrihaus, Herzogstraße 9

Im Jahre 1762 kehrte Petri nach Zweibrücken zurück, um seine Ausbildung bei seinem Onkel Johann Ludwig fortzusetzen. In den darauffolgenden Jahren unternahm Petri mehrere Auslandsaufenthalte in Frankreich, Holland und England, bevor er 1766 die Ratsherren- und Gastwirtstochter Susanne Friederike Fröhlich (1746–1777) heiratete. Im selben Jahr wurde er wie sein Onkel zum Hofgärtner am Hofe des Herzogs  Christian IV. von Pfalz-Zweibrücken. Im Jahre 1768 ließ sich Petri in der barocken Herzogvorstadt von Zweibrücken ein repräsentatives Wohnhaus nach den Plänen des Hofbaumeisters  Hautt bauen. In diesem „Petrihaus“ ist heute das Stadtmuseum Zweibrücken untergebracht.
Unter Herzog Karl II. August baute Petri im Jahre 1776 die Eremitage im Schloss Zweibrücken, die jedoch bald zugunsten des Schlosses Karlsberg aufgegeben wurde. Auf dem Karlsberg lag die Oberaufsicht über das gesamte Gartenwesen bei ihm. Neben den Gärtnern für die Ziergärten, insbesondere der Karlslust, unterstanden ihm auch eine Reihe spezialisierter Gärtner, die sich den Nutzpflanzen in den Gemüsegärten und Treibhäusern des Karlsberges widmeten. Die Arbeiten auf dem Karlsberg beanspruchten Petri vollständig, sodass der Herzog ihm 1786 eine Wohnung in der Orangerie des Schlosses zur Verfügung stellte. Ab 1788 wurde Petri von seinem Sohn  Bernhard als „Hofgärtner adjuncto“ unterstützt. 1797 wurde er zum Fürstlichen Rat ernannt.